# FK Maritsa Plovdiv
FK Maritsa Plovdiv (Bulgaars: ФК Марица Пловдив) is een Bulgaarse voetbalclub uit Plovdiv. De club speelt in de schaduw van de succesvollere stadsrivalen Botev, Lokomotiv en Spartak, hoewel deze laatste club inmiddels wel op een lager niveau speelt. 

## Geschiedenis
De club werd opgericht in 1921 na een fusie van Vampir en Trite Konski Sili. In de jaren vijftig speelde de club onder de naam Oedarnik Plovdiv. In 1967 promoveerde de club voor het eerst naar de hoogste klasse. De club kon het behoud niet verzekeren, maar slaagde er wel in om meteen terug promotie af te kunnen dwingen. Bij de tweede poging hield de club het twee seizoenen vol. Na elf jaar tweede klasse volgde een degradatie in 1982. De club kon meteen terug promoveren, maar zakte in 1984 opnieuw weg en slaagde er pas in 1993 in om terug te promoveren. 
Na drie seizoenen tweede klasse promoveerde de club in 1996 opnieuw naar de hoogste klasse, maar kon ook nu het behoud niet verzekeren. In 2000 zakten ze ook weer naar de derde klasse. Maritsa keerde nog terug van 2005 tot 2009 en in 2017/18. Sinds 2021 speelt de club opnieuw in de Vtora Liga.  